# Back to Basics (Christina-Aguilera-Album)
Back to Basics ist das fünfte Studioalbum der US-amerikanischen Sängerin Christina Aguilera. Es erschien im August 2006 und bewegt sich musikalisch im Blues-, Jazz- und Soulbereich.

## Entstehung
Back to Basics ist von der Musik der 20er, 30er und 40er Jahre beeinflusst. Aguilera arbeitete mit verschiedenen Künstlern zusammen zum Beispiel P. Diddy, den sie in einer Reportage des englischen Magazines ELLE ankündigte, und Steve Winwood, mit dem sie den Titel Makes Me Wanna Pray aufnahm. Christina Aguilera arbeitete auch wieder mit Linda Perry zusammen, mit der sie auch die Ballade Beautiful aufnahm. Perry produzierte die gesamte zweite CD. Aguilera wollte ursprünglich auch mit Scott Storch, der mit ihr mehrere Titel des Albums Stripped produziert hatte, (Walk Away, Can’t Hold Us Down, Infatuation, Fighter, Loving Me 4 Me, Keep on Singin' My Song und Underappreciated) arbeiten, dieser lehnte jedoch ab.
Christina Aguilera nahm die Titel des Albums in fünf verschiedenen Studios in den USA und Großbritannien auf. Auch Mark Ronson arbeitete mit an Back to Basics.
Für die Aufnahmen der Titel wurden Liveinstrumente benutzt. Zudem experimentierte Aguilera mit verschiedenen Mikrofonen zum Beispiel mit dem Kohlemikrofon, um das Klirren und Rauschen, das auf den Tonträgern der 1920er, 1930er und 1940er Jahre war, zu erhalten.

“… creating this kind of sound … useing old microphones to give that old tone …”

„… diese Art von Klang zu erzeugen … alte Mikrofone zu verwenden, um diesen alten Klang zu erzeugen …“

Das Klirren und Rauschen wurden für den Anfang der Titel On Our Way und Back in the Day sowie für das gesamte Lied I Got Trouble verwendet. Die Aufnahmen dauerten zwei Jahre.

## Hintergrund
Der eigentliche Veröffentlichungstermin der CD wurde von ursprünglich 2004 immer wieder nach hinten verschoben. Der Titel des Albums wurde im März im Rolling Stone Magazin veröffentlicht. Im Februar 2006 wurden drei bis dato unbekannte Lieder bei den MTV TRL Awards von Christina Aguilera vorgespielt. Dies waren Ain’t No Other Man, Back to Basics (Intro), sowie Candyman.
Die erste Single Ain’t No Other Man wurde im Sommer 2006 international veröffentlicht. Obwohl MTV und Rolling Stone Candyman als zweite Single ankündigten, wurde Hurt veröffentlicht.
Am 28. November 2006 wurde Back to Basics in einer Special Edition in den USA veröffentlicht. Am 12. Dezember 2006 wurde bei Walmart eine Special Edition mit dem Titel Back to Basics & Beyond veröffentlicht.
Aguilera veröffentlichte im 5. Februar 2007 in den USA und am 7. April 2007 in Europa und Australien ihre dritte Single Candyman. Im 28. Juli 2007 (Ozeanien und Asien) und 31. Juli 2007 (Europa) wurde die vierte Single Slow Down Baby veröffentlicht. Diese Single wurde nicht in den USA veröffentlicht.

## Inhalt
Aguilera thematisiert in ihrem Album Back to Basics verschiedene Themen, die oft einen Bezug auf die Zeit der 1920er, 1930er und 1940er Jahre haben. Einige Themen werden in einem, andere in mehreren Titeln behandelt. Christina Aguilera behandelt besonders die Suche bzw. den Fund der Großen Liebe. Auch wird das Thema Zirkus und die Aussage, sie sei brav geworden, thematisiert.

### Aussagen und Botschaften
In ihrem Lied Still Dirrty gibt Aguilera den Medienberichten Antwort, die behaupteten, sie sei brav geworden. So singt Aguilera:

“If you see me walking down the street or in the pages of your magazine…They saying I’m looking like a lady. They saying that love is going to change me.”

„Wenn du mich die Straße runterlaufen siehst oder auf den Seiten deines Magazines… Sie sagen, ich sehe aus wie eine Dame. Sie sagen, dass die Liebe mich verändern wird.“

Zudem ist der Titel eine Anspielung auf ihren Titel Dirrty, dessen Video in Thailand verboten wurde und in den USA von vielen Sendern nicht gespielt wurde. Auch wird in Still Dirrty das Thema Liebe angeschnitten, sowie die Sexualität der Frau, denn Aguilera fragt in ihrem Lied:

“Why is a woman’s sexuality always under so much scrutiny? Why can’t she do exactly as she please without being called a million things?”

„Warum steht die Sexualität der Frauen immer unter derartiger Beobachtung? Warum kann eine Frau nicht das tun, was sie möchte, ohne mit Millionen von dreckigen Namen gerufen zu werden?“

Aguilera bedankt sich auf ihrem Album an ihre Fans in Thank You (Dedication to Fans). So widmet sie das gesamte Lied ihnen. In einigen Teilen des Liedes kann man Teile ihrer Debütsingle Genie in a Bottle hören, aber auch aufgenommene Fans, die sich bei Christina Aguilera bedanken. In dem Lied zeigt sich Aguilera erkenntlich, dass ihre Fans zu ihr gehalten hätten.
Der achte Titel der ersten CD, F.U.S.S. (für „Fuck U Scott Storch“) gilt Scott Storch. Storch war Produzent und Co-Autor mehrerer Lieder für das vorherige Album von Aguilera Stripped und sollte auch für Back to Basics Titel schreiben, lehnte jedoch ab, da Aguilera ihn nicht mit einem Privatflugzeug einfliegen lassen wollte.

### Zirkus
Das Thema Zirkus wird in den Liedern Enter the Circus und Welcome behandelt, aber auch im Video von Hurt spielt der Zirkus eine Rolle. In Enter the Circus bewirbt eine männliche Stimme eine Show in einem Zirkus. Aguilera bewirbt in Welcome ebenfalls eine Show mit den Worten:

“Welcome to the greatest show. Greatest show on earth. You’ve never seen before.”

„Willkommen zur größten Show. Der größten Show auf der Erde. Sie haben so etwas nie vorher gesehen.“

In der letzten halben Minute von Welcome wird Zirkusmusik verwendet.
Im Musikvideo von Hurt wurde für die Anfangssequenz ein Teil von Enter the Circus benutzt. Die Anfangssequenz ist schwarz-weiß. Man kann im Video typische Dinge, die für eine Zirkusshow üblich sind, sehen, zum Beispiel eine Dressur mit einem Elefanten, die Aguilera durchführt, aber auch Jongleure und Clowns.

## Titelliste
Das Album wurde als Doppel-CD und in einer zweiten Ausgabe mit einer zusätzlichen DVD veröffentlicht. Die erste CD wurde von unterschiedlichen Produzenten produziert, die zweite CD von Linda Perry. Die DVD enthält drei Live-Performances vom Konzert im Koko in London.
In den USA erschien das Album in einer dritten Version als Walmart Special Edition mit dem Titel Back to Basics & Beyond.
CD 1:
1. Intro (Back to Basics) – 1:47
2. Makes Me Wanna Pray – 4:10
3. Back in the Day – 4:13
4. Ain’t No Other Man – 3:49
5. Understand – 3:46
6. Slow Down Baby – 3:29
7. Oh Mother – 3:46
8. F.U.S.S. – 2:21
9. On Our Way – 3:36
10. Without You – 3:56
11. Still Dirrty – 3:46
12. Here to Stay – 3:19
13. Thank You (Dedication to Fans…) – 4:59

CD 2:
1. Enter the Circus – 1:42
2. Welcome – 2:42
3. Candyman – 3:14
4. Nasty Naughty Boy – 4:45
5. I Got Trouble – 3:42
6. Hurt – 4:03
7. Mercy on Me – 4:33
8. Save Me from Myself – 3:13
9. The Right Man – 3:51
10. Bonus Back to Basics (making of) – 10:07 (Video)

CD 3: (DVD)
1. Ain’t No Other Man
2. Candyman
3. Beautiful

Back to Basics & Beyond (DVD)
1. Back to Basics – Dokumentation
2. Ain’t No Other Man – Musikvideo
3. Ain’t No Other Man – Remix-Musikvideo
4. Hurt – Musikvideo
5. Hurt – MTV Video Music Awards Auftritt
6. Behind the Scenes – Fotoalbum

## Videoalbum
Aguileras Auftritte der Back to Basics-Tour in Adelaide und Sydney wurden für die Live-DVD Back to Basics: Live and Down Under aufgenommen. Die DVD wurde im November 2007 veröffentlicht.
Titelliste
1. Video Intro: Back to Basics
2. Ain’t No Other Man
3. Back in the Day
4. Understand
5. Come On Over (All I Want Is You) (Jazz Version)
6. Slow Down Baby
7. Still Dirrty / Can’t Hold Us Down
8. Video Interlude: I Got Trouble
9. Makes Me Wanna Pray
10. What a Girl Wants (Reggae Version)
11. Oh Mother
12. Enter the Circus / Welcome
13. Dirrty (Circus Version)
14. Candyman
15. Nasty Naughty Boy
16. Hurt
17. Lady Marmalade
18. Aguilera at the photoshoot for the front cover of the DVD.Video Interlude: Thank You (Dedication to Fans…)
19. Beautiful
20. Fighter

## Mitwirkende
- Christina Aguilera – Gesang
- Linda Perry – Bass, Gitarre, Chor, Horn, Mellotron, Klavier
- Brian MacLeod – Schlagzeug
- Jim McMillen – Posaune
- Peter Mokran – Mixen
- Dave Pensado – Mixen
- Dieyelle Reed – Chor, Strophe
- Eric Schermerhorn – Gitarre
- Danny Seidenberg – div. Streichinstrumente
- Garrett Smith – Flügelhorn
- Tom Tally – Violine
- Chris Tedesco – Trompete, Flügelhorn
- Josephina Vergara – Violine
- Elin Carlson – Chor
- Susan Chatman – Violine
- Kara DioGuardi – Gesang
- Ivan Gilliland – Chor
- Kenya Hathaway – Chor
- Joan Ellis – Chor
- Julie Rogers – Violine
- Roger Wagner Chorale – Chor
- Jeri Heiden – Art Direction, Design
- David Hernandez – Chor
- Sharlotte Gibson – Chor
- Tony Reyes – Bass, Streichinstrumente, Produzent, Keyboard, Perkussion
- Charles Roane – Produzent, Toningenieur, Mixing
- Wayne Bergeron – Trompete
- John Krovoza – Cello
- Jonathan Pryce – Sample Clearance
- Ellen Von Unwerth – Fotografien
- Marc Jameson – Programmierung
- Ray Yslas – Percussion
- Barbara Allen – Chorleitung
- Darrin McCann – Violine
- Paul Klintworth – Horn
- Erika Jerry – Chor
- Oscar Ramirez – Gesangsaufnahmen
- Julian Hallmark – Violine
- Eric Gorfain – Violine, Streicherarrangements
- Angel Williams – Chor
- Jeannine Wagner – Chorleitung
- Raymond Angry – Klavier
- Daphne Chen – Solo-Violine, Konzertmeisterin

## Singleauskopplungen

### Ain’t No Other Man
Das Lied wurde von Aguilera selbst geschrieben und von DJ Premier und Charles Roane produziert. Am 20. Juni 2006 konnte man den Song zum ersten Mal bei iTunes hören. Ab dem 21. Juni 2006 wurde das Video, das vom 1. bis zum 3. Mai 2006 in Los Angeles gedreht wurde, von MTV gespielt. In Deutschland hatte das Video seine Deutschlandpremiere bei VIVA in der Sendung VIVA Live!. Der Titel gewann in der Kategorie Best Female Pop Vocal Performance den Grammy Award 2007.

### Hurt
Hurt wurde Ende August 2006 offiziell von BMG als nächste Single bestätigt. Das Lied, das sich auf der zweiten Disc befindet, wurde von Aguilera, Perry und Ronson geschrieben und wurde am 10. November 2006 veröffentlicht. Christina Aguilera hat das Lied am 31. August 2006 bei den MTV Video Music Awards zum ersten Mal live gesungen. Das Video wurde am 23. September 2006 gedreht. Christina Aguilera trat außerdem bei Wetten, dass..? mit Hurt auf. Das Video, dessen Dreh fünf Tage benötigte, feierte in der Nacht auf den 20. Oktober 2006 um etwa 0:30 Uhr seine Deutschlandpremiere auf dem Fernsehsender ProSieben, nachdem seine Weltpremiere am 15. Oktober 2006 in Großbritannien stattfand. Aguilera führte beim Videoclip selbst Regie. Es konnte sich international erfolgreich platzieren. In den USA, Australien, Belgien, Deutschland und Österreich wurde es vergoldet und in Großbritannien wurde es mit Platin ausgezeichnet.

### Candyman
Christina Aguilera bestätigte Silvester 2006 in den USA offiziell Candyman als dritte Single. Ursprünglich sollte Candyman bereits als zweite Single veröffentlicht werden, wurde aber, da es sich der Vorab-Single Ain’t No Other Man in der Musik sowie im Text sehr ähnelte, verschoben. Es wurde in den U.S.A. vergoldet und erhielt in Australien Platin. Das Video wurde am 28. Januar 2007 gedreht, wie auch bei Hurt führte Aguilera selbst Regie. Christina Aguilera und Linda Perry wurden durch das Lied Boogie Woogie Bugle Boy der Andrews Sisters (welches 1941 erschien) zu Candyman inspiriert. Das Video zu diesem Titel zeigt Aguilera in allen drei Rollen des Trios, indem sie mit roten, blonden und schwarzen Haaren auftritt (eine Hommage an die Andrews Sisters).
Die Weltpremiere des Videos war am 22. Februar 2007 auf MTV.
Candyman war der erste Titel, der für das Album aufgenommen wurde.

### Slow Down Baby
Slow Down Baby  wurde als finale vierte Single von Back to Basics am 28. Juli in Australien/Ozeanien und Asien veröffentlicht. Es ist die erste Single Aguileras, die nicht in den USA erschienen ist. Zu Slow Down Baby wurde kein Video gedreht.

### Oh Mother
Am 8. Oktober 2007 wurde Oh Mother für die europäischen Radiostationen freigegeben, wodurch es bereits hohe Chartpositionen in den Airplay-Charts einiger europäischer Länder erreicht hat.Oh Mother ist die vierte und finale Single in Europa. In Deutschland erschien sie am 23. November. Wie Slow Down Baby ist Oh Mother nicht in den USA erschienen. Der Song „Oh Mother“ handelt von der erlebten Misshandlung durch ihren Vater. Das Video zur Single wurde der DVD Back to Basics – Live and Down Under entnommen und in Deutschland am 8. November veröffentlicht (MTV). Für Oh Mother wurde die Klavierstimme des Liedes „Vois sur ton chemin“, aus dem Film Die Kinder des Monsieur Mathieu, teilweise übernommen.

### Chartplatzierungen
| Jahr | Titel              | Höchstplatzierung, Gesamtwochen, AuszeichnungChartplatzierungen (Jahr, Titel, , Platzierungen, Wochen, Auszeichnungen, Anmerkungen) | Höchstplatzierung, Gesamtwochen, AuszeichnungChartplatzierungen (Jahr, Titel, , Platzierungen, Wochen, Auszeichnungen, Anmerkungen) | Höchstplatzierung, Gesamtwochen, AuszeichnungChartplatzierungen (Jahr, Titel, , Platzierungen, Wochen, Auszeichnungen, Anmerkungen) | Höchstplatzierung, Gesamtwochen, AuszeichnungChartplatzierungen (Jahr, Titel, , Platzierungen, Wochen, Auszeichnungen, Anmerkungen) | Höchstplatzierung, Gesamtwochen, AuszeichnungChartplatzierungen (Jahr, Titel, , Platzierungen, Wochen, Auszeichnungen, Anmerkungen) | Anmerkungen                                                                             |
| Jahr | Titel              | DE | AT | CH | UK | US | Anmerkungen                                                                             |
| ---- | ------------------ | --- | --- | --- | --- | --- | --------------------------------------------------------------------------------------- |
| 2006 | Ain’t No Other Man | DE5 (13 Wo.)DE | AT7 (24 Wo.)AT | CH5 (32 Wo.)CH | UK2 (24 Wo.)UK | US6 (20 Wo.)US | Erstveröffentlichung: 6. Juni 2006                                                      |
| 2006 | Hurt               | DE2 (26 Wo.)DE | AT2 (27 Wo.)AT | CH1 (40 Wo.)CH | UK11 (20 Wo.)UK | US19 (20 Wo.)US | Erstveröffentlichung: 19. September 2006                                                |
| 2007 | Candyman           | DE11 (13 Wo.)DE | AT14 (21 Wo.)AT | CH11 (25 Wo.)CH | UK17 (25 Wo.)UK | US25 (17 Wo.)US | Erstveröffentlichung: 20. Februar 2007                                                  |
| 2007 | Slow Down Baby     | — | — | — | — | — | Erstveröffentlichung: 28. Juli 2007 nur in Australien/Ozeanien und Asien veröffentlicht |
| 2007 | Oh Mother          | DE18 (10 Wo.)DE | AT23 (9 Wo.)AT | CH79 (5 Wo.)CH | — | — | Erstveröffentlichung: 28. September 2007                                                |

## „Back to Basics“-Tour
Die Tour umfasste etwa 80 Auftritte auf der ganzen Welt und endete am 27. Juli 2007.
- Back to Basics-Tour Leg 1 (Start 17. November 2006 Sheffield, 18 Städte in Europa)
- Back to Basics-Tour Leg 2 (Start 20. Februar 2007 Houston, 42 Städte in Nordamerika und 3 Städte in Mexiko)
- Back to Basics-Tour Leg 3 (Start 18. Juni 2007 Osaka, 9 Städte in Asien)
- Back to Basics-Tour Leg 4 (Start 13. Juli 2007 Perth, 6 Städte in Australien und Neuseeland)

### Setlist Vorgruppe
Die Vorgruppen waren:
- Nizlopi – UK
- Jan Delay – Deutschland, Schweiz, Österreich
- Kaye Styles – Belgien
- Pussycat Dolls und Danity Kane – USA und Kanada
- Ivy & Lee Min Woo – Südkorea
- Mikey Bustos, Kris Lawrence and Philippine All Star Dancers – Philippinen
- Lowrider – Australien

Danity Kane
1. Introduction
2. One Shot
3. Heartbreaker
4. Ride for You
5. Ooh Ahh/Sleep on It/Hold Me Down/Right Now Medley
6. Show Stopper

The Pussycat Dolls
1. Bite the Dust Introduction
2. Buttons
3. Beep
4. I Don’t Need a Man
5. History of the Pussycat Dolls/Pink Panther Dance Break
6. Fever (Carmit Bachar und Melody Thornton lead)
7. Don’t Cha Groove (Ashley Roberts, Jessica Sutta und Kimberly Wyatt)
8. Feelin' Good (Nicole Scherzinger solo)
9. Stickwitu
10. Show Me What You Got
11. Wait a Minute
12. Don’t Cha

### Setlist Christina Aguilera
Video: Intro/Back to Basics
- 1. Ain’t No Other Man
- 2. Back in the Day

Kostümwechsel
- 3. Understand
- 4. Come On Over Baby (All I Want Is You) (Jazz Version)

Kostümwechsel
- 5. Slow Down Baby
- 6. Still Dirrty
- 7. Can’t Hold Us Down

Kostümwechsel
- 8. Makes Me Wanna Pray
- 9. What a Girl Wants (Reggae Version)
- 10. Oh Mother
- 11. Video: I Got Trouble
- 12. Enter the Circus
- 13. Welcome
- 14. Dirrty
- 15. Nasty Naughty Boy
- 16. Candyman

Kostümwechsel
- 17. Hurt
- 18. Lady Marmalade
- 19. Video: Thank You (Dedication to Fans…)

Kostümwechsel
Zugabe
- 20. Beautiful
- 21. Fighter

## Rezeption
Es war für den Grammy Award 2007 in der Kategorie „Bestes Gesangsalbum – Pop“ (Best Pop Vocal Album) nominiert. Für Ain’t No Other Man erhielt sie hingegen den Grammy für die „Beste weibliche Gesangsdarbietung“ (Best Female Pop Vocal Performance). Mit ihrem Lied Candyman ist Aguilera für den Grammy Award 2008 in der Kategorie „Beste weibliche Gesangsdarbietung“ (Best Female Pop Vocal Performance) ein weiteres Mal nominiert.

## Kommerzieller Erfolg

### Chartplatzierungen
Back to Basics avancierte zum weltweiten Nummer-eins-Erfolg, darunter Deutschland, Österreich, der Schweiz, den Vereinigten Staaten oder auch dem Vereinigten Königreich. In allen Ländern erreichte Aguilera erstmals die Spitze der Albumcharts, außer in den Vereinigten Staaten, hier war es nach dem selbstbetitelten Debütalbum (1999) ihr zweites Nummer-eins-Album.
| ChartsChartplatzierungen       | Höchstplatzierung | Wochen |
| ------------------------------ | ----------------- | ------ |
| Deutschland (GfK)              | 1 (28 Wo.)        | 28     |
| Österreich (Ö3)                | 1 (37 Wo.)        | 37     |
| Schweiz (IFPI)                 | 1 (55 Wo.)        | 55     |
| Vereinigte Staaten (Billboard) | 1 (46 Wo.)        | 46     |
| Vereinigtes Königreich (OCC)   | 1 (42 Wo.)        | 42     |

| ChartsJahrescharts (2006)      | Platzierung |
| ------------------------------ | ----------- |
| Deutschland (GfK)              | 45          |
| Österreich (Ö3)                | 27          |
| Schweiz (IFPI)                 | 16          |
| Vereinigte Staaten (Billboard) | 59          |
| Vereinigtes Königreich (OCC)   | 56          |

### Auszeichnungen für Musikverkäufe
Das Album verkaufte sich laut Schallplattenauszeichnungen weltweit über 3,6 Millionen Mal. In Deutschland bekam es im Jahr 2023 eine dreifache Goldene Schallplatte für über 300.000 verkaufte Einheiten, bereits im Januar 2007 erreichte es Platinstatus sowie Goldstatus im Oktober 2006.
| Land/Region                  | Auszeichnungen für Musikverkäufe (Land/Region, Auszeichnung, Verkäufe) | Verkäufe    |
| ---------------------------- | ---------------------------------------------------------------------- | ----------- |
| Australien (ARIA)            | 2× Platin                                                              | 140.000     |
| Belgien (BRMA)               | Platin                                                                 | 50.000      |
| Dänemark (IFPI)              | Gold                                                                   | 20.000      |
| Deutschland (BVMI)           | 3× Gold                                                                | 300.000     |
| Europa (IFPI)                | Platin                                                                 | (1.000.000) |
| Frankreich (SNEP)            | Gold                                                                   | 75.000      |
| Irland (IRMA)                | 3× Platin                                                              | 45.000      |
| Italien (FIMI)               | Gold                                                                   | 40.000      |
| Japan (RIAJ)                 | Gold                                                                   | 100.000     |
| Kanada (MC)                  | 3× Platin                                                              | 300.000     |
| Mexiko (AMPROFON)            | Gold                                                                   | 50.000      |
| Neuseeland (RMNZ)            | Platin                                                                 | 15.000      |
| Österreich (IFPI)            | Gold                                                                   | 15.000      |
| Polen (ZPAV)                 | Gold                                                                   | 35.000      |
| Russland (NFPF)              | 3× Platin                                                              | 60.000      |
| Schweden (IFPI)              | Gold                                                                   | 30.000      |
| Schweiz (IFPI)               | Platin                                                                 | 30.000      |
| Ungarn (MAHASZ)              | Platin                                                                 | 6.000       |
| Vereinigte Staaten (RIAA)    | 2× Platin                                                              | 2.000.000   |
| Vereinigtes Königreich (BPI) | Platin                                                                 | 300.000     |
| Insgesamt                    | 9× Gold · 20× Platin ·                                                 | 3.611.000   |

Hauptartikel: Christina Aguilera/Auszeichnungen für Musikverkäufe